# Військовий вертоліт

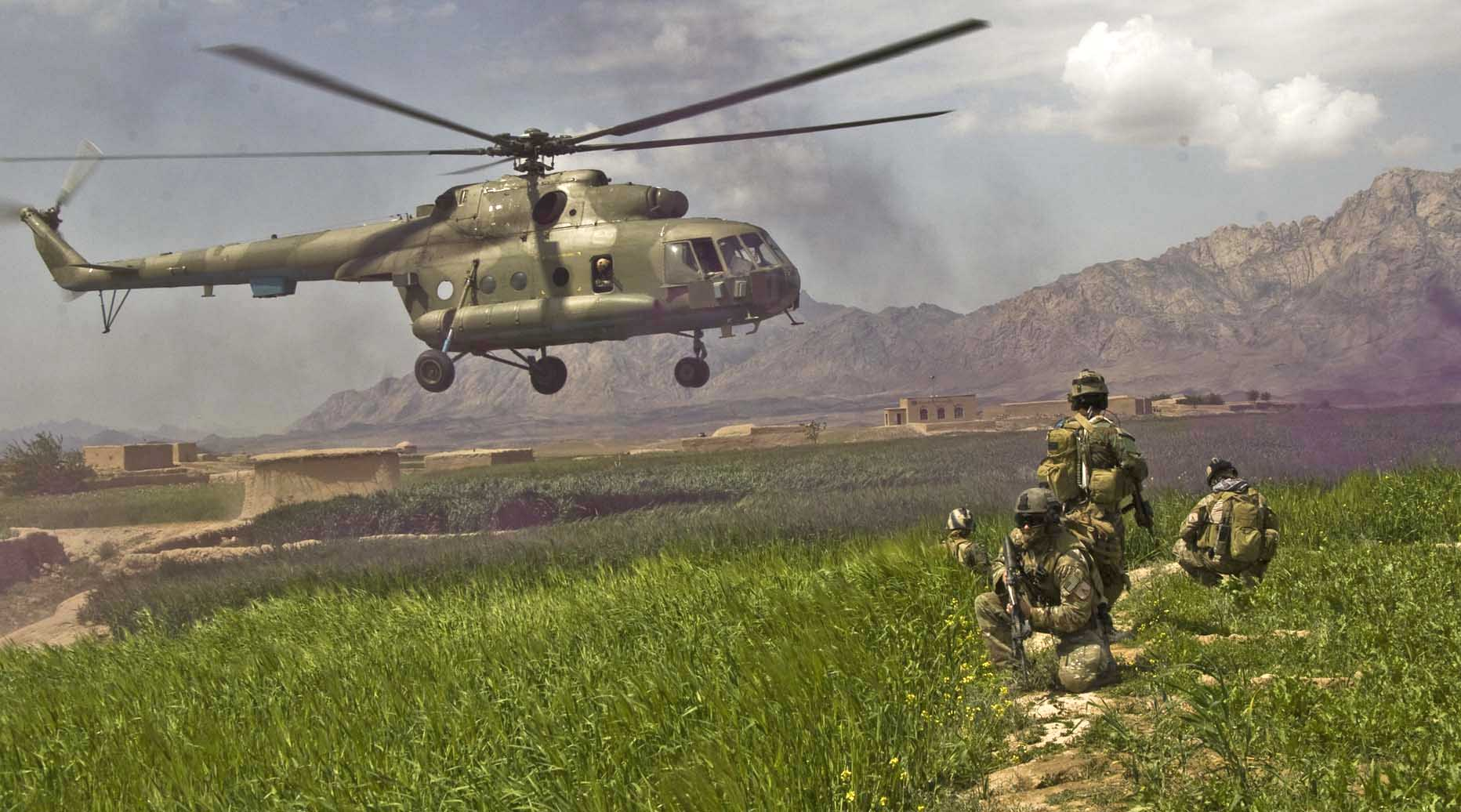
Мі-17 і бійці, Афганістан, 2009.

Військовий вертоліт або військовий гелікоптер — спеціально побудований або перероблений для використання військовиками вертоліт. Військове використання залежить від конструкції або переробки. Загальне використання військових вертольотів — це транспортування військ, але транспортні вертольоти можна використовувати і для інших завдань, таких як пошуково-рятувальні операції (CSAR), евакуювання поранених (MEDEVAC), командний центр десант або озброєні вертольоти можна використовувати як штурмовики. Спеціалізовані військові вертольоти використовуються для особливих завдань. Прикладом таких вертольотів є ударні вертольоти, розвідувальні і мисливці за субмаринами.

## Типи і ролі
Військові вертольоти відіграють важливу роль у морських, наземних і повітряних операціях сучасних армій. Загалом виробники випускають планери у різній вазі/розмірах, які можна адаптувати для виконання різних завдань шляхом встановлення різного оснащення для операцій. Для зменшення вартості розробки основні планери можуть вкорочувати і подовжувати їх, можуть встановлюватися нові двигуни й електроніка, а також цілі механічні і льотні системи разом з новими фюзеляжами для створення нових машин. Наприклад, на базі UH-1 було створено велику кількість подовжених і перероблених машин, в тому числі AH-1.
Сучасні вертольоти являють собою модульну систему, яка допомагає використовувати машини для різних завдань, наприклад, EH-101 Королівських ВПС можна швидко перетворити на мисливця зі субмаринами або на транспорт за кілька годин. Для того щоб зберегти гнучкість і ліміти вартості, є можливість встановлення систем у той же корпус, наприклад, варіанти AH-64D усі можуть бути оснащені радарними системами Longbow, але недостатність комплектів не дає змоги оснастити всі вертольоти. Системи можна встановити на ті планери, які цього потребують, або коли фінанси дозволяють придбати достатньо комплектів.

### Обладнання
Більшість вертольотів броньовані до певної міри, проте все обладнання обмежене потужністю і вантажопідйомністю, і інколи обладнання встановлюється, займаючи корисне навантаження. Найбільше бронювання встановлено навколо місць пілотів, двигунів, трансмісії і паливних баків. Паливопроводи, кабелі керування та силова передача для хвостового гвинта також вкриті кевларовою бронею. Найбільш броньованими вертольотами є ударні, штурмові вертольоти і вертольоти спеціальних сил. У транспортних вертольотів відсік екіпажу може бути броньований повністю або частково, компромісом є встановлення кевларових сидінь, але залишити іншу частину відсіку без бронювання. Живучість покращена завдяки резервуванню і розташуванню компонентів таким чином, щоб вони захищали один одного. Наприклад, родина вертольотів Blackhawk має два двигуни і може продовжити політ на одному двигуні (при певних умовах), двигуни розділені трансмісією і розташовані таким чином, що при атаці з будь-якого борту двигун захистить трансмісію і двигун на іншому борту.
Авіаційна електроніка або авіоніка, така як системи зв'язку і навігації є загальними для більшості військових вертольотів. Спеціалізована авіоніка, така як радіоелектронна протидія і система радіолокаційного розпізнавання, є специфічними військовими системами, які також можна встановити на військові вертольоти. Інші системи можна встановити постійно або тимчасово, в залежності від специфічних завдань; оптичні і ІЧ камери для розвідувальних вертольотів, спускні гідролокатори та пошукові радари для мисливців за субмаринами, додаткові радіопередавачі і комп'ютери для вертольотів, які є повітряними командними постами.
Броня, система пожежогасіння, покращені динамічні та електронні системи зазвичай непомітні, тому для зменшення вартості деякі країни використовували у військових цілях цивільні вертольоти. Наприклад, повідомлялося, що КНР збільшує чисельність своїх штурмових вертолітних полків цивільною версією Мі-17. Ці вертольоти не мають броні й засобів електронної протидії, годяться для тренувань і фотографування, але не на роль ударних в умовах сучасного бою. Китай має намір модернізувати ці вертольоти електронікою і бронею місцевого виробництва, вишукуючи кошти для швидкого створення полків для оснащення своїх армійських груп. Це дозволяє накопичити досвід в експлуатації вертольотів.

### Ударні вертольоти
Ударні вертольоти — це вертольоти, які використовують для боротьби з танками і авіапідтримки. Першим сучасним ударним вертольотом став AH-1 Cobra, на ньому вперше було використано тандемне розташування пілотів у вузькому фюзеляжі, з підфюзеляжними гарматами і НАР та ракетами, які були встановлені на підкрильних пілонах. Для пошуку і ідентифікації цілей, деякі сучасні ударні вертольоти оснащені дуже складними датчиками такими як міліметрові радарні системи.

Ударні вертольоти
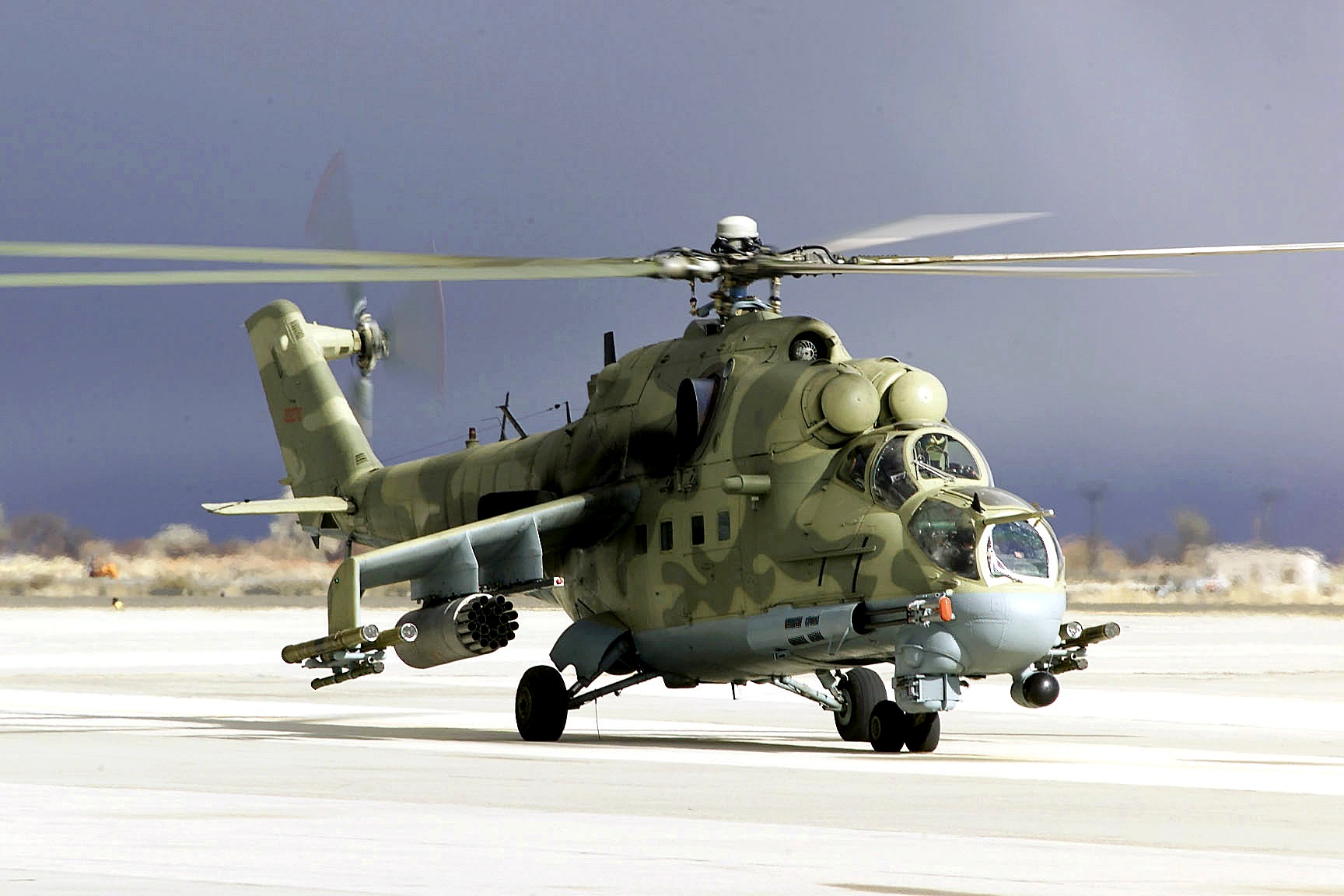
Радянський вертоліт Mi-24П. Ударно-десантний вертоліт.
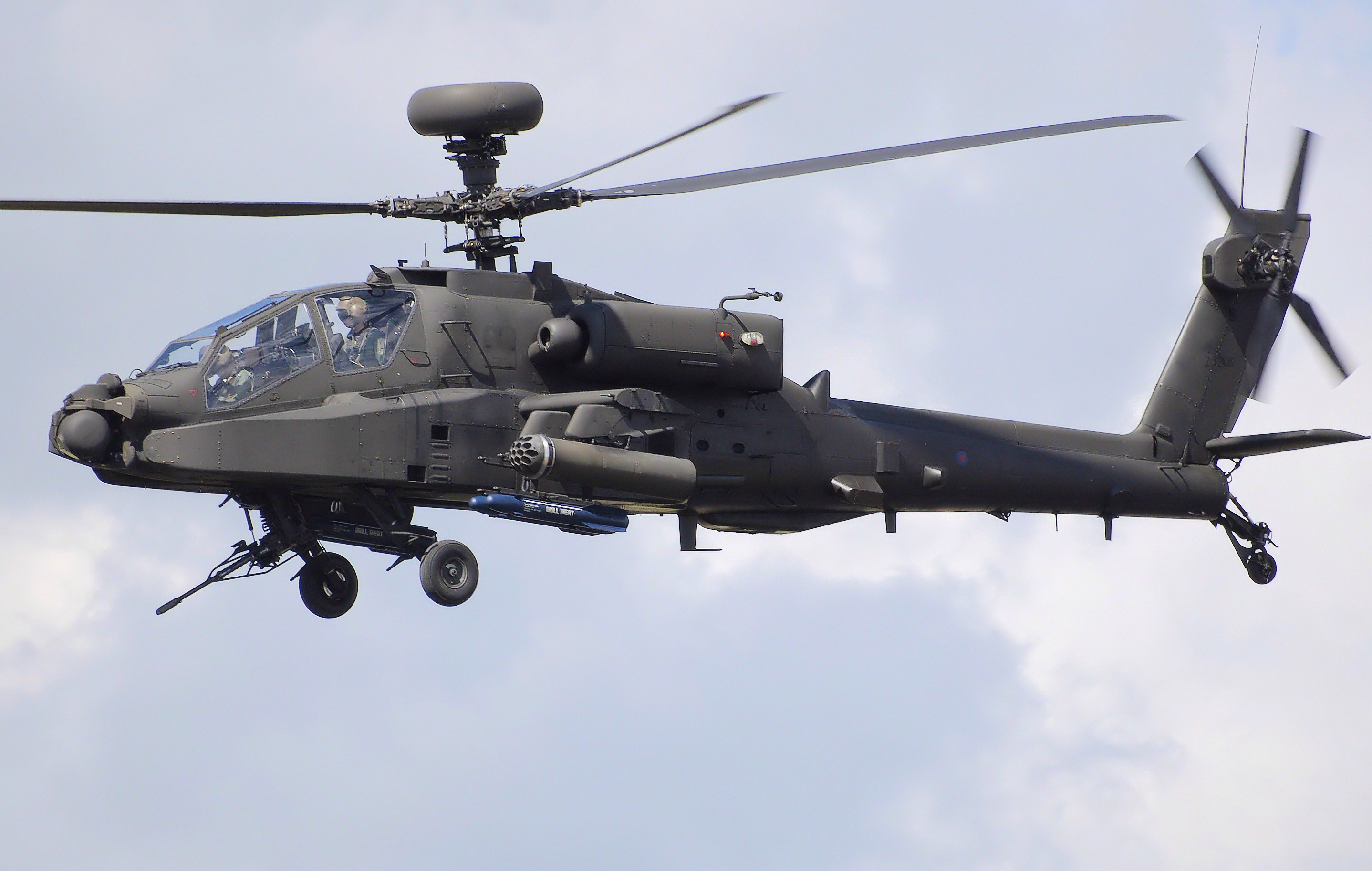
Westland WAH-64 Apache Longbow ударний вертоліт британських сухопутних військ.
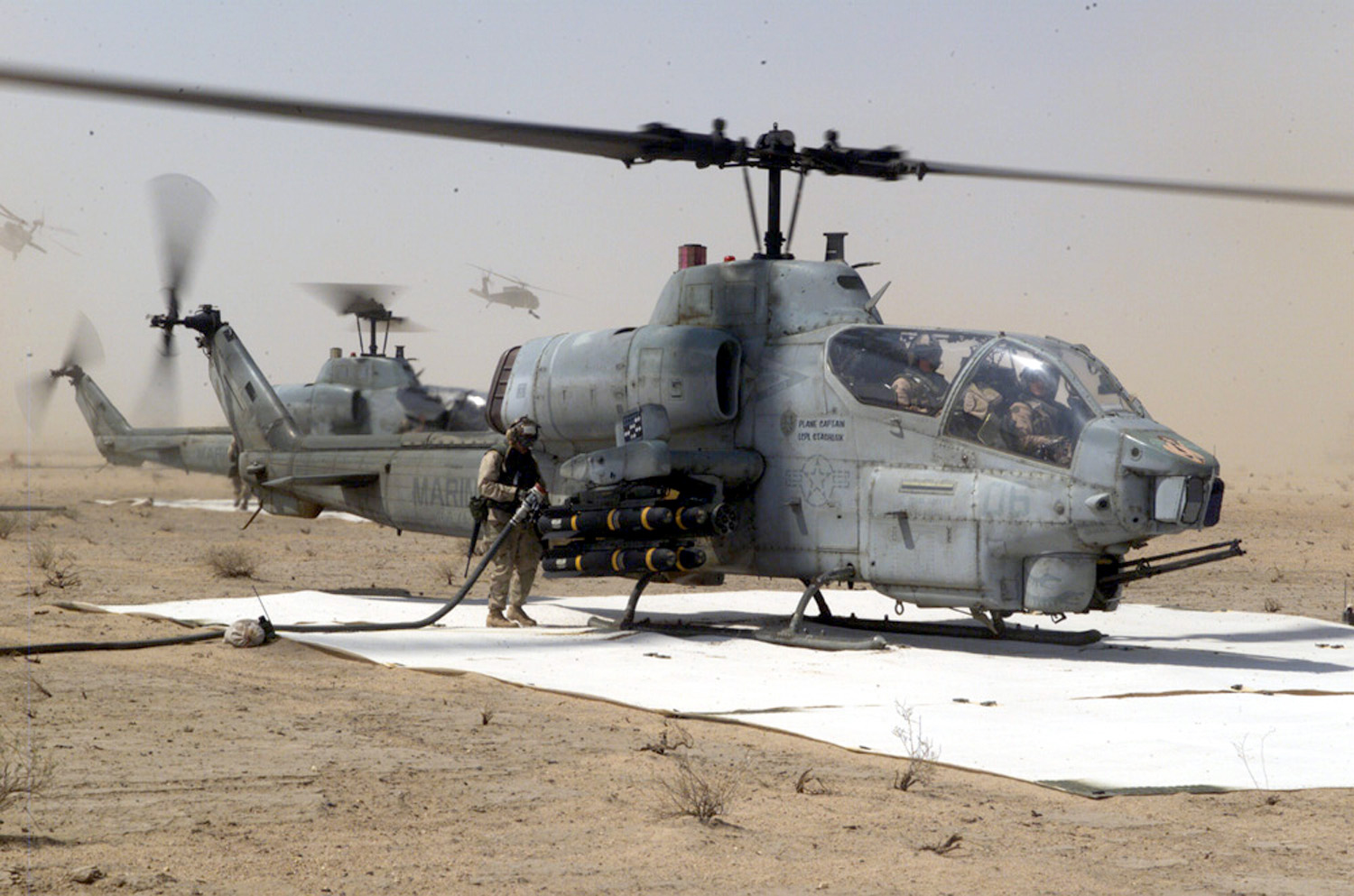
Ударні вертольоти Cobra на дозаправці під час операції по звільненню Іраку

### Транспортні вертольоти
Транспортні вертольоти використовують для перевезення військ і вантажів для підтримки військових операцій. У великих арміях для таких операцій використовують спеціально побудовані вертольоти, але можуть використовувати і комерційні. Перевагою використання вертольотів у таких операціях є те, що для висадки і підбору військ і вантажу не потрібні спеціальні злітні смуги. Вантажі можна перевозити як всередині, так і на зовнішній підвісці під фюзеляжем. Зазвичай війська завантажуються і вивантажуються, поки вертоліт на землі. Проте, коли поверхня складна, висадка військ і посадка можуть здійснюватися за допомогою спеціальних пристроїв, таких як рятувальні ноші або спеціальні лебідки, поки вертоліт висить над землею.
Десантна операція — це військова стратегія, яка значною мірою спирається на використання вертольотів. При десантній операції десант збирається в місці посадки, звідки його транспортують до зони висадки. Основною ідеєю є використання вертольотів для транспортування й висадки великої кількості військ і обладнання за невеликий відрізок часу, для того щоб напасти і знищити ціль, яка розташована поряд з зоною посадки. Перевагою вертольотів є те, що вони можуть доставляти припаси і обладнання безперервно для підтримки військ під час операції, а також перевезення підкріплення на попереднє місце висадки або на вже зачищені від ворога місця.

Транспортні вертольоти
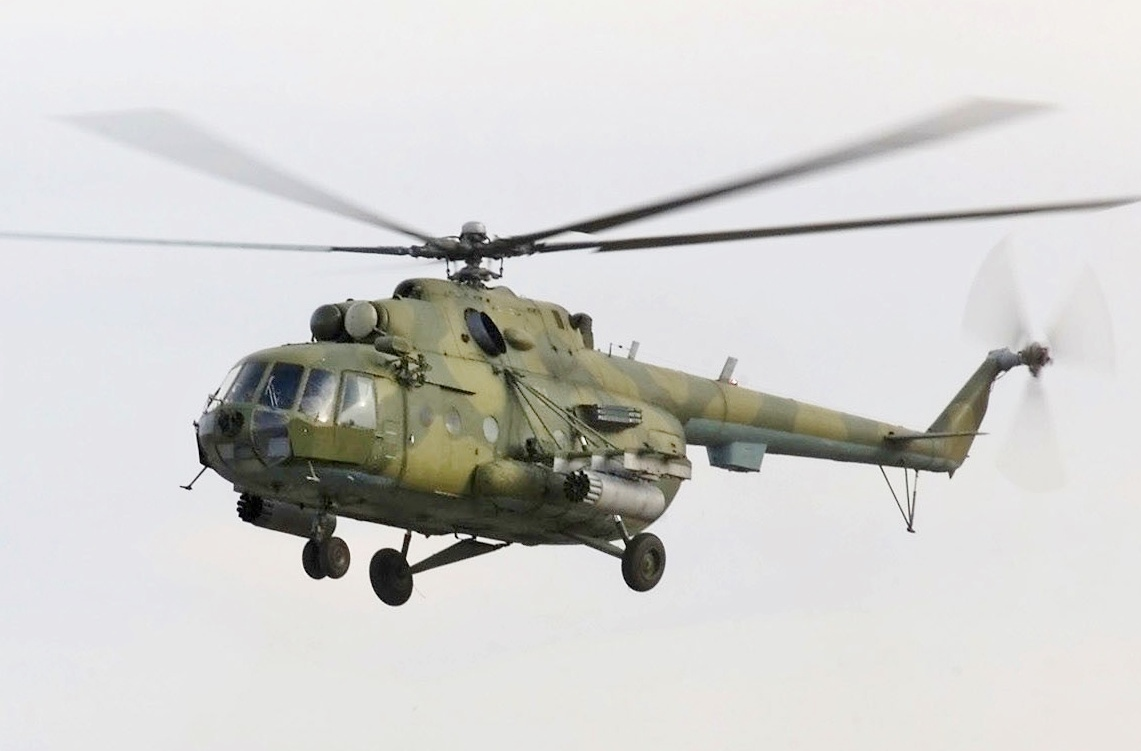
Транспортний вертоліт Мі-17 казахського уряду.[Вн 1]
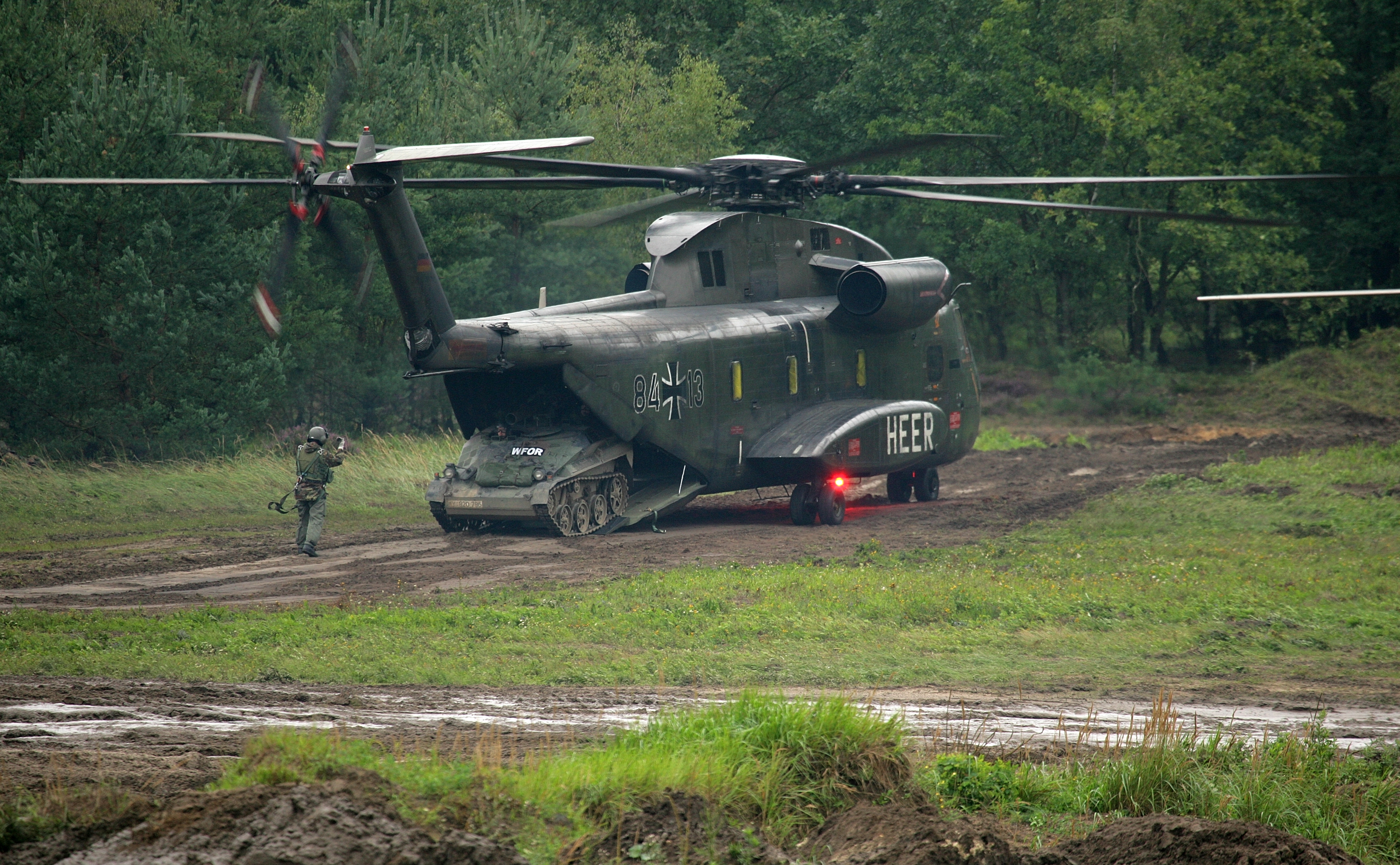
Вивантаження ББМ Wiesel з CH-53
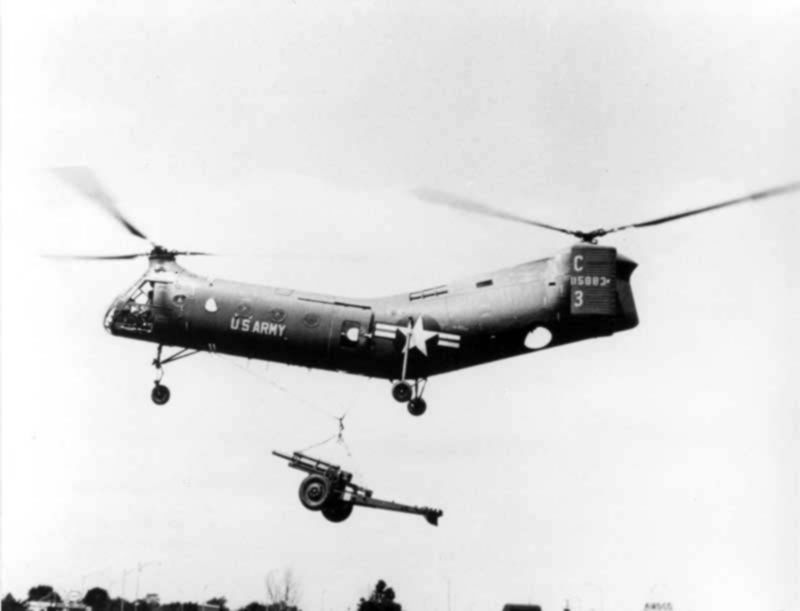
CH-21C з 105 мм гаубицею на підфюзеляжній підвісці
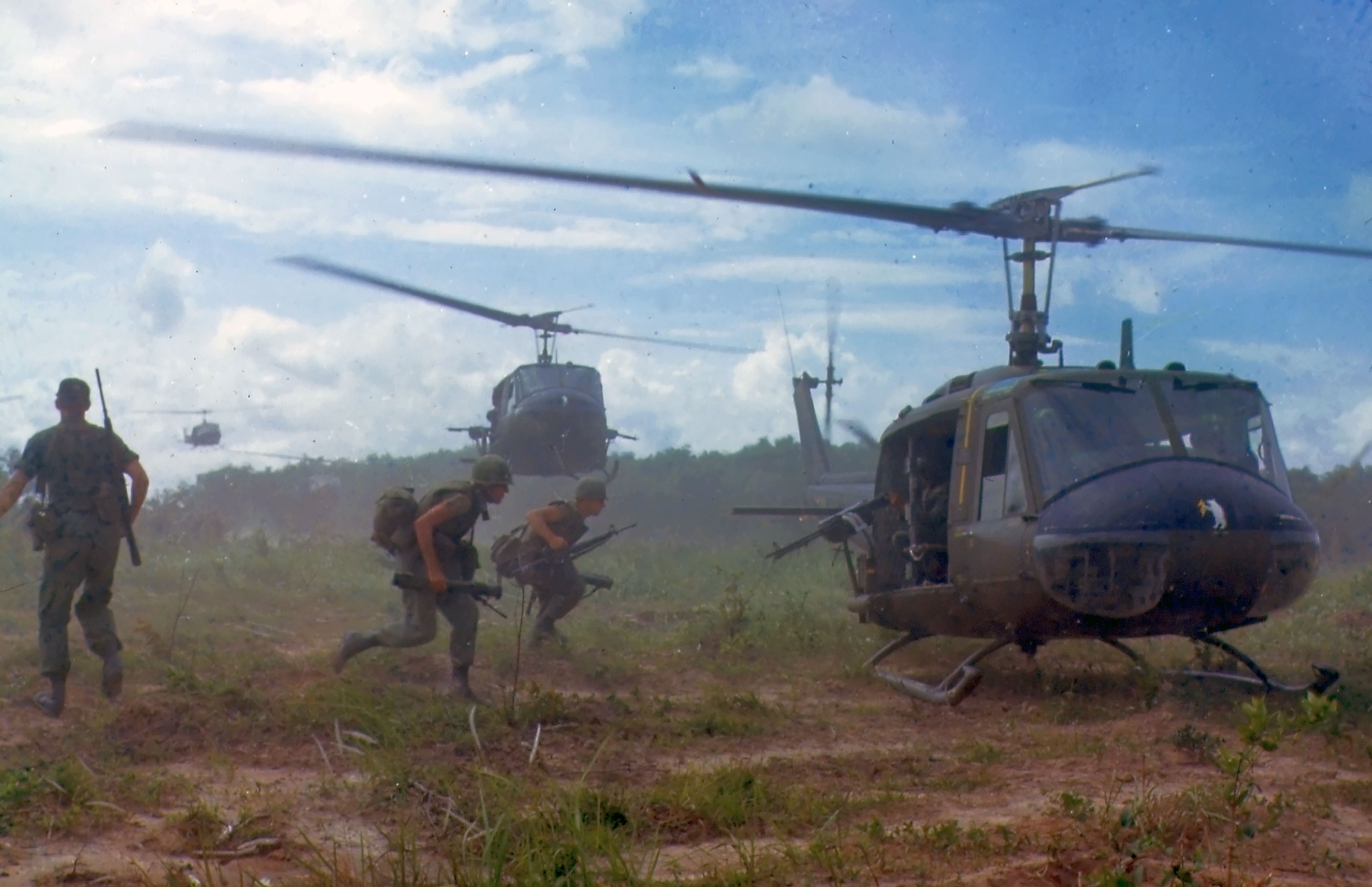
Перевезення підрозділу піхоти США вертольотами UH-1D, 1966

### Вертольоти спостереження
Першими розвідувальними апаратами були повітряні кулі, які витіснили легкі літаки, такі як Taylorcraft L-2 та Fieseler Fi 156. Коли з'явилися перші військові вертольоти, їхня маневреність і здатність зависати на одному місці були ідеальними для розвідки. Спочатку спостережні можливості вертольотів були обмежені можливостями екіпажу, тому більшість вертольотів були оснащені скляними кабінами для максимальної видимості. З часом людське око було замінено системами з оптичними сенсорами. Нині сюди входять телевізійні системи для спостереження при низькому освітленні й ІЧ камери, спрямовані вперед. Часто вони встановлюються у стабілізованих установках з багатофункціональними лазерами, які виступають як лазерні далекоміри і цільові указники для збройних систем.
Через особливість завдань основною зброєю вертольотів спостереження є датчики і обладнання зв'язку. Перші вертольоти спостереження використовували для коригування артилерії і завдання авіаударів. З сучасним обладнання такі вертольоти можуть керувати ПТКР, лазерними керованими бомбами та іншою ракетною зброєю, якою стріляють з інших літальних апаратів. Вертольоти спостереження можуть також нести різне озброєння: гармати і блоки НАР, інколи ПТКР або ракети повітря-повітря, але в меншій кількості, ніж ударні вертольоти. Спочатку ця зброя була призначена для захисту вертольотів, але вони також можуть бути використані для забезпечення обмеженої підтримки з повітря.

Вертольоти спостереження
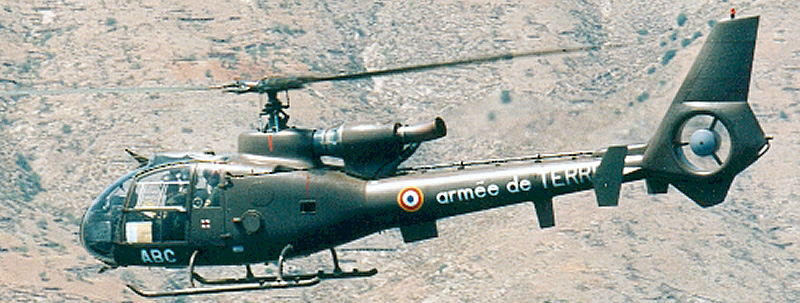
Вертоліт Gazelle французьких ALAT.
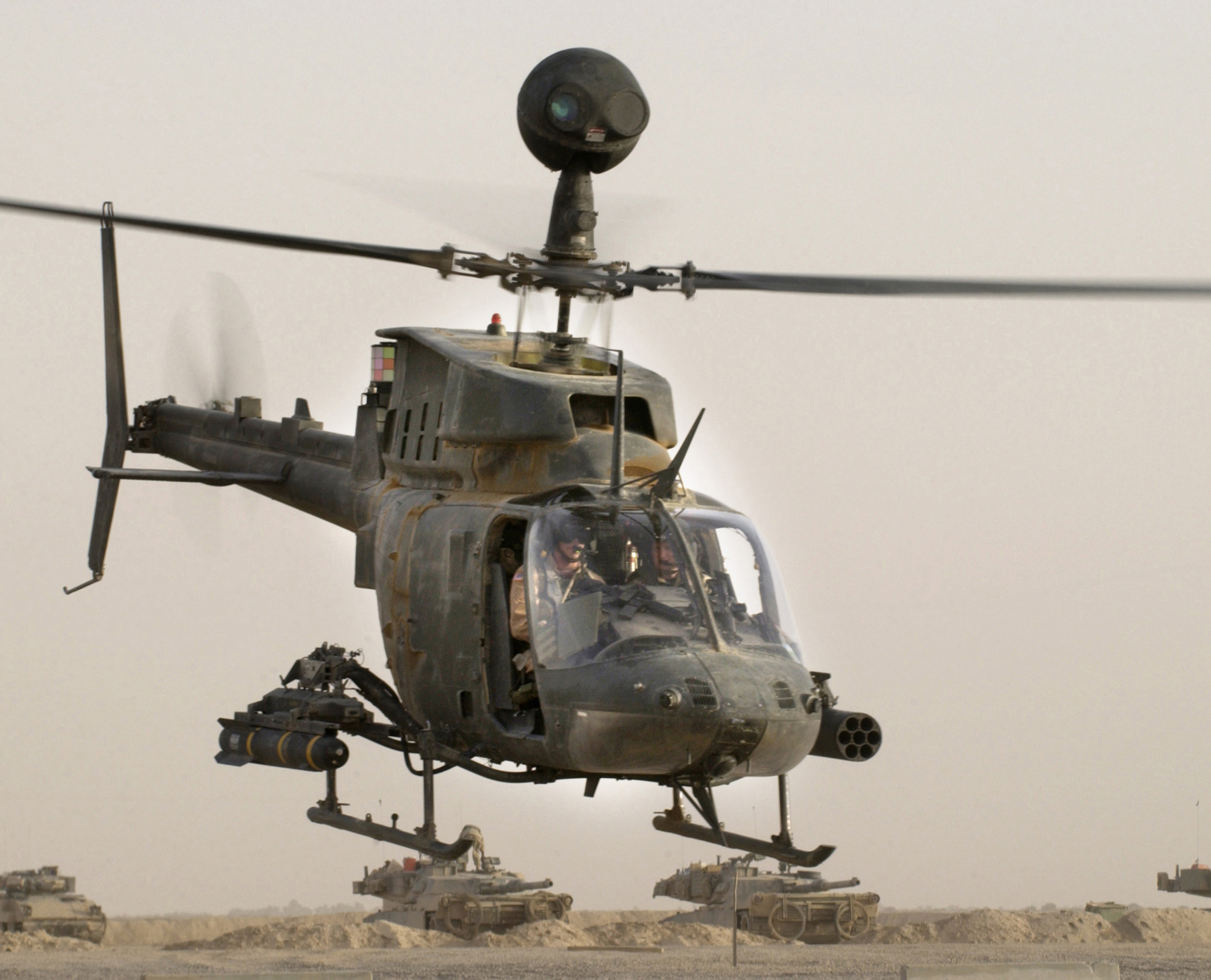
Щогловий приціл і підвіска НАР на вертольоті OH-58 Kiowa.
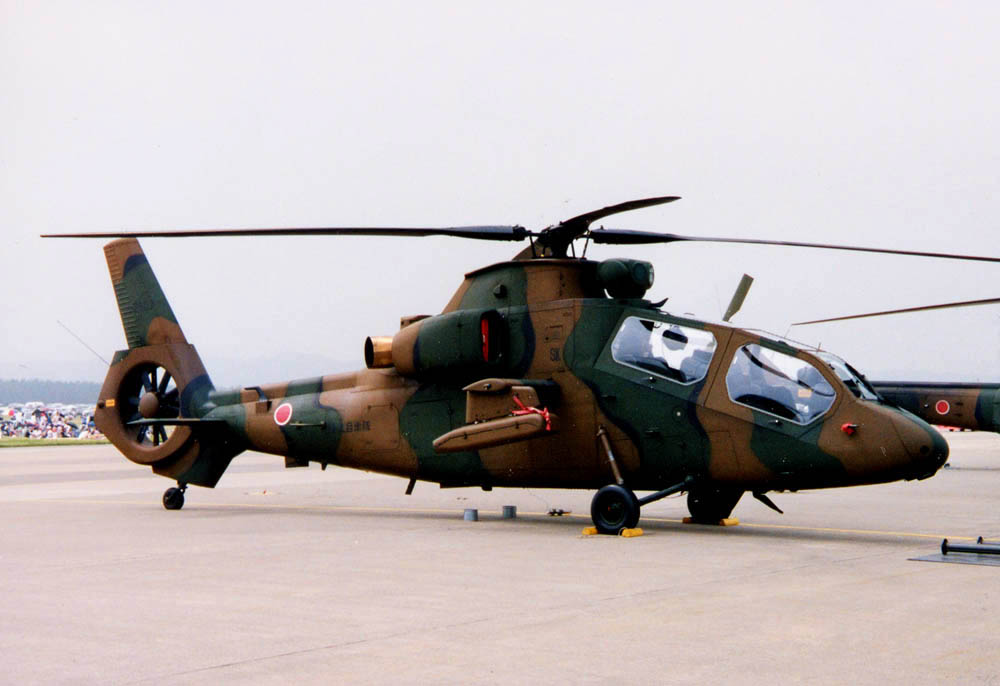
Kawasaki OH-1.

### Морські вертольоти
Першими для посадки і зльоту з палуб лінкорів і крейсерів почали використовувати вертольоти R-4 та R-5 у британському і американському флотах, ці вертольоти витіснили розвідувальні літаки, які запускали з катапульти. Іншою можливістю використання вертольотів стало використання їх як патрульних — такі машини використовували для підбирання пілотів з літаків, що сідали поряд з авіаносцем.
Зі збільшенням вантажопідйомності і витривалості вертольотів до їхніх завдань додали можливість полювання на субмарини. Спочатку вертольоти виступали як збройні системи, вони атакували субмарини торпедами і глибинними бомбами, отримуючи інформацію від свого корабля й від інших кораблів. У 1960-ті розробка турбовальних двигунів і транзисторів змінили вигляд морських вертольотів. Турбовальні двигуни дали змогу малим вертольотам, таким як Westland Wasp, злітати з менших кораблів, ніж їхні поршневі попередники. Поява транзисторів допомогла вертольотам, таким як SH-3 Sea King, отримати спускні гідролокатори, радари та детектори магнітних аномалій. Результатом стала можливість швидкого реагування на загрозу субмарин, не очікуючи вказівок від кораблів.
Зараз морські вертольоти, такі як SH-60 Seahawk та Westland Lynx, розроблені для зльоту з фрегатів, есмінців і інших схожих кораблів. Бажання розташування двох вертольотів на фрегатах і есмінцях визначили максимальні розміри вертольотів і мінімальні розміри кораблів. Зменшення розміру електроніки, покращення двигунів і сучасного озброєння дають змогу навіть сучасним, багатоцільовим вертольотам, які базуються на есмінцях, виконувати ролі мисливців за субмаринами, протикорабельної оборони, транспорту, рятувально-пошукові і розвідувальні.
Середні і великі вертольоти злітають з авіаносців і наземних баз. У британському, іспанському та італійському флотах великі вертольоти є основною зброєю авіаносних крил для боротьби з субмаринами. При роботі з берегових баз вертольоти використовуються для пошуку і знешкодження субмарин за межами військових портів і гаваней; їхня витривалість і вантажопідйомність набагато кращі, ніж у малих вертольотів.
Радянські морські вертольоти, які базувалися на крейсерах, до того ж мали в обов'язках захищати власні кораблі і тому були оснащені протикорабельними ракетами.
Морські вертольоти призначені для роботи з кораблів, для цього вони мають покращений захист від корозії солоної води, захист від протікань і засоби для можливості посадки у морі.

Морські вертольоти
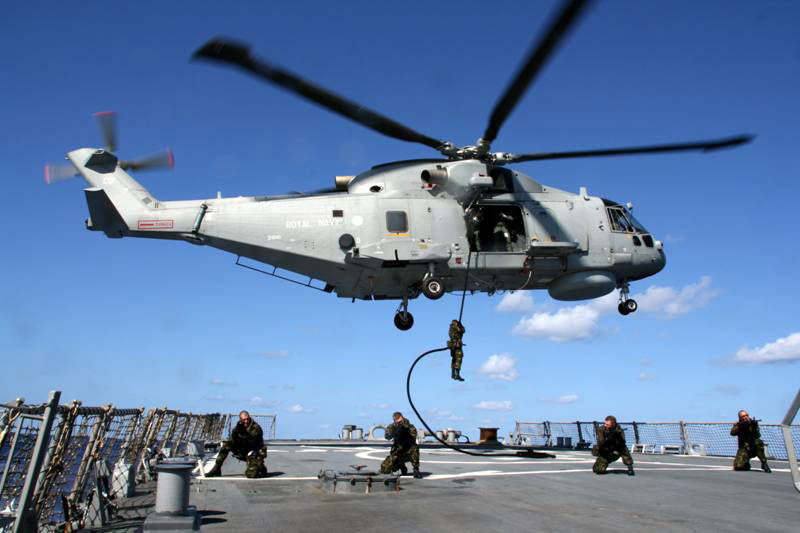
Протичовновий вертоліт Королівських ВМС Merlin HM1 у 2007
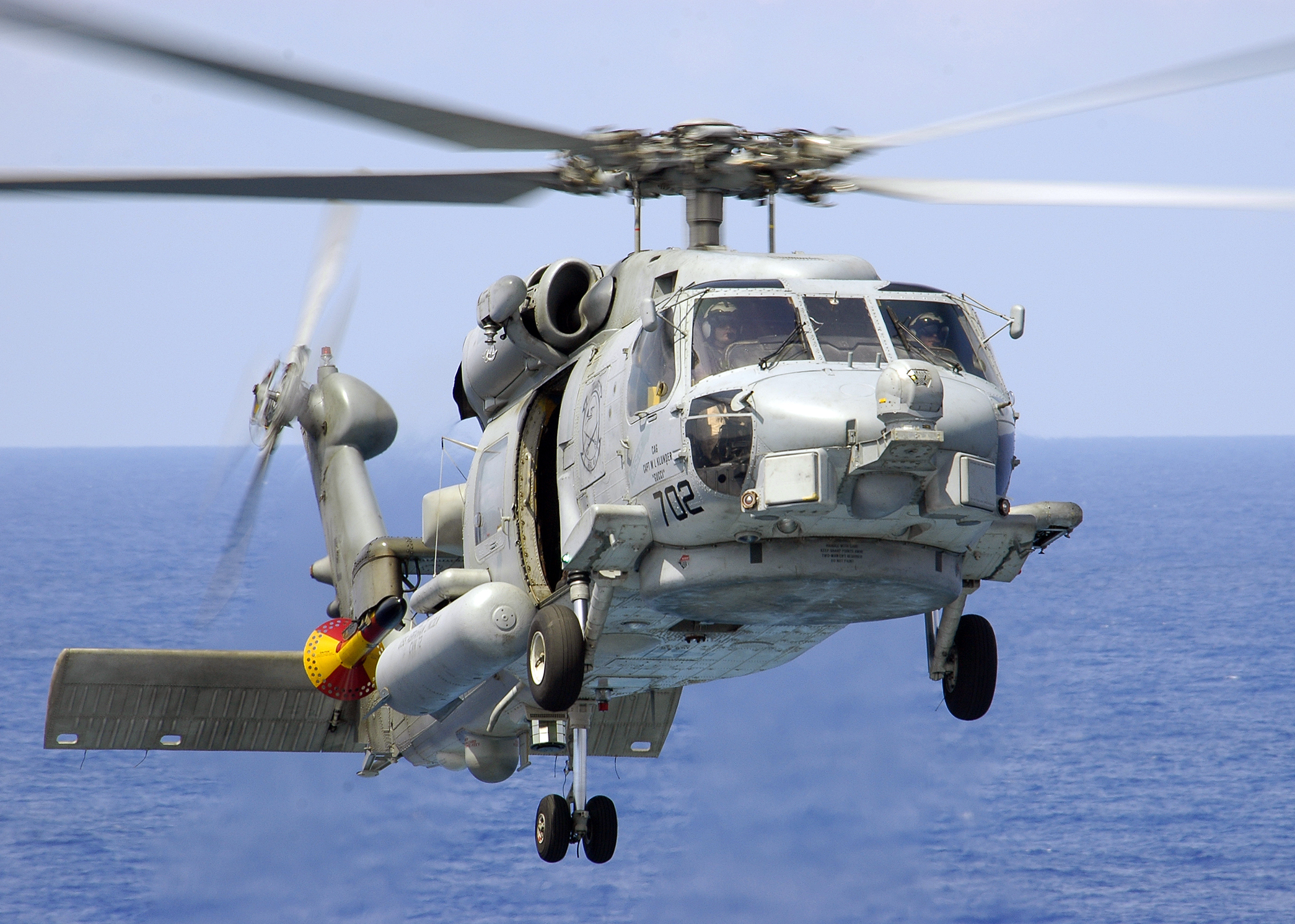
Вертоліт SH-60B Seahawk 2
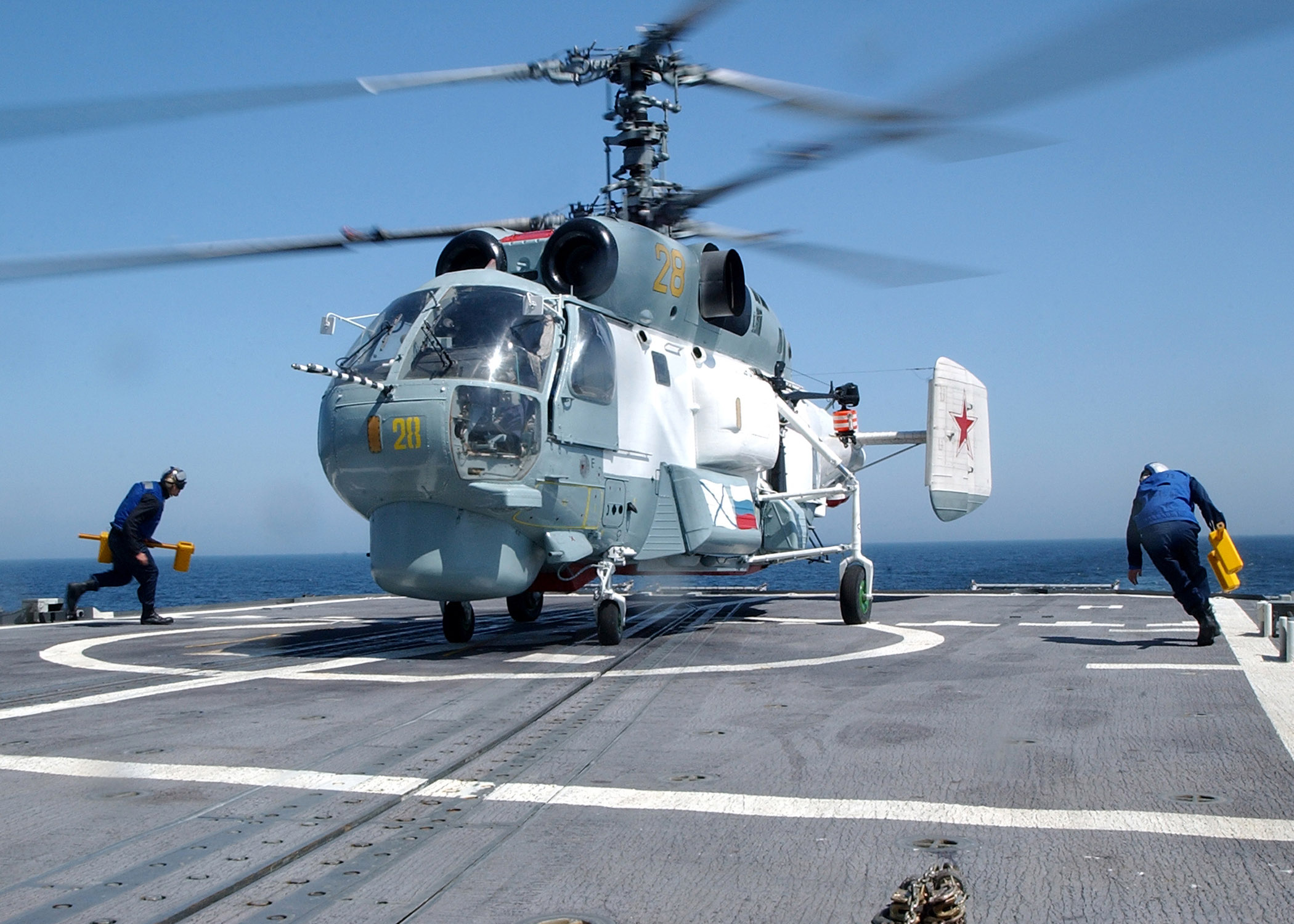
Палубний вертоліт Ka-27, видно співвісний гвинт і радарний конус
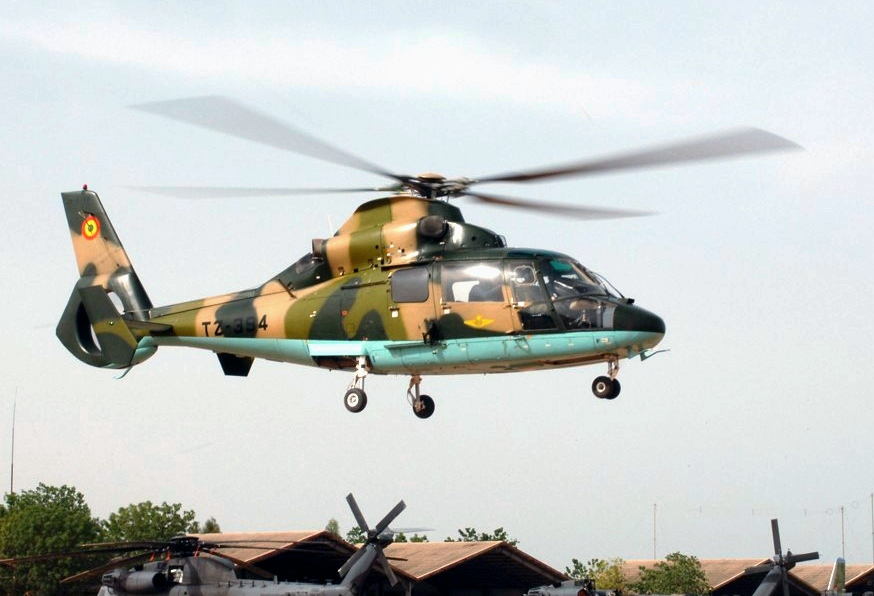
Вертоліт Harbin Z-9

### Багатоцільові та рятувальні вертольоти
З початку військової служби вертольотів їх почали використовувати як рятувально-пошукові та для евакуації поранених. Під час Другої світової війни німці використовували Flettner Fl 282 для розвідки, а США використовували Sikorsky R-4, щоб рятувати екіпажі збитих літаків і поранених на віддалених територіях Китайсько-Бірмансько-Індійського ТВД від квітня 1944 до кінця війни. Використання вертольотів для рятування збільшилося під час Корейської і Алжирської воєн. Під час війни у В'єтнамі ВПС США закупили вертольоти Sikorsky S-61R (Jolly Green Giant) та CH-53 Sea Stallion (Super Jolly Green Giant) для пошуково-рятувальних місій.

Багатоцільові та рятувальні вертольоти
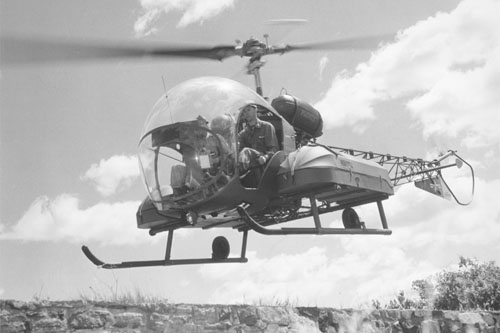
Вертоліт Bell 47 з ношами для поранених.
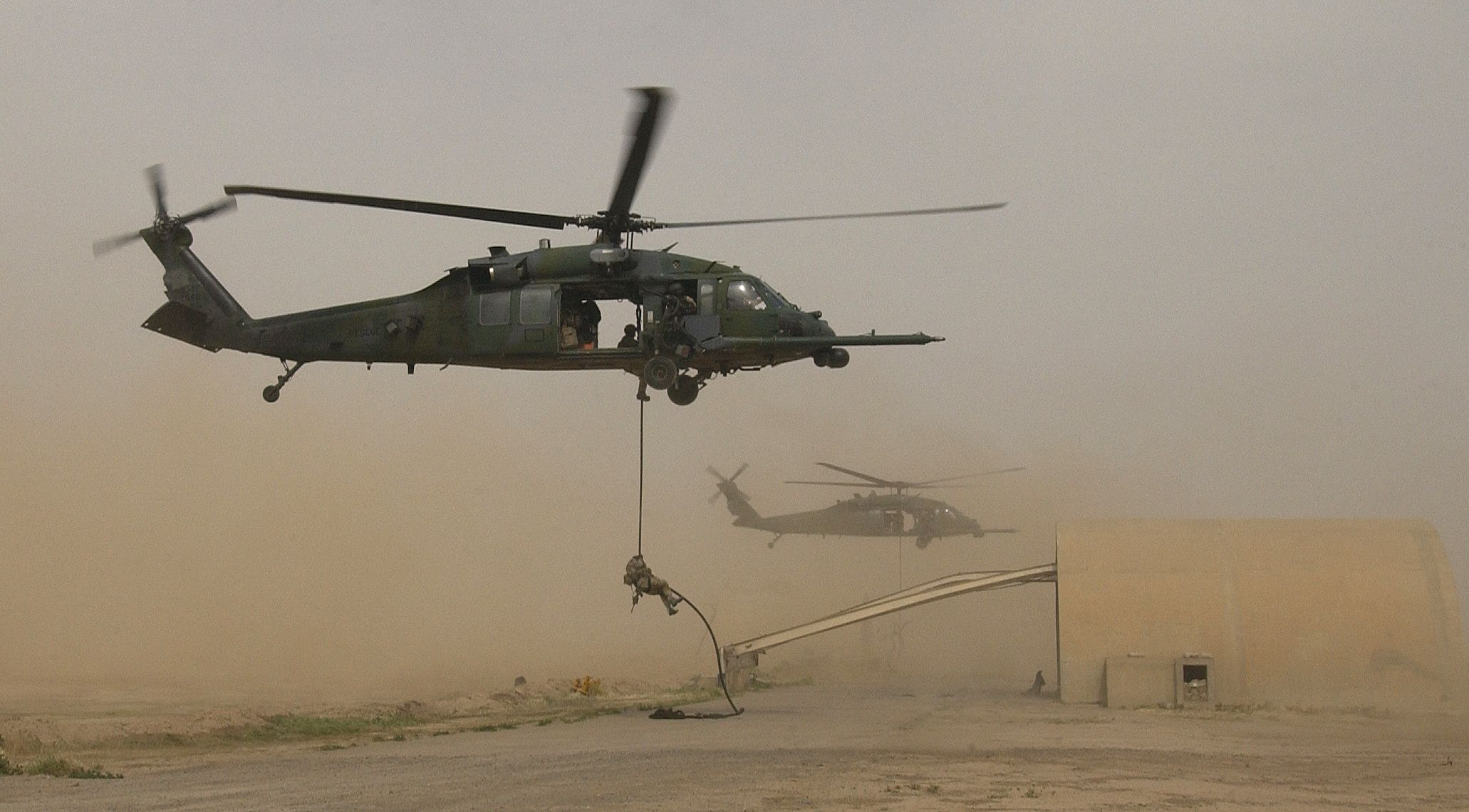
Рятування за допомогою лебідки вертольотом HH-60G Pave Hawk.
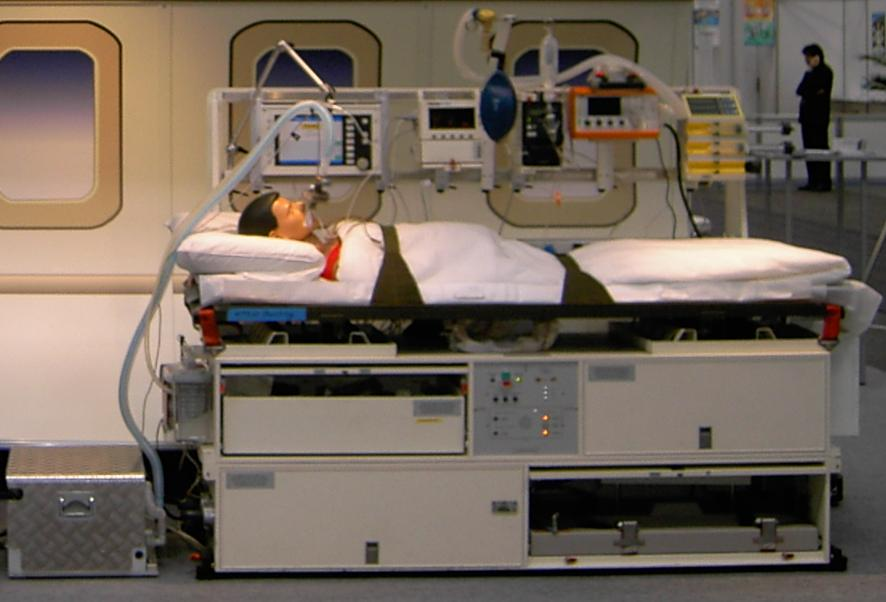
Відсік перевезення поранених на вертольоті CH-53G.

### Тренувальні вертольоти
Деякі підрозділи використовують тренувальні версії власних вертольотів, зазвичай це вертольоти легкого класу. Наприклад, британці використовують Aérospatiale Gazelle у бойових і тренувальних операціях. Деякі підрозділи для навчання використовують базові вертольоти. Мексиканський флот закупив кілька цивільних вертольотів Robinson R22 та R44 для цих цілей.

## Тактика і оператори

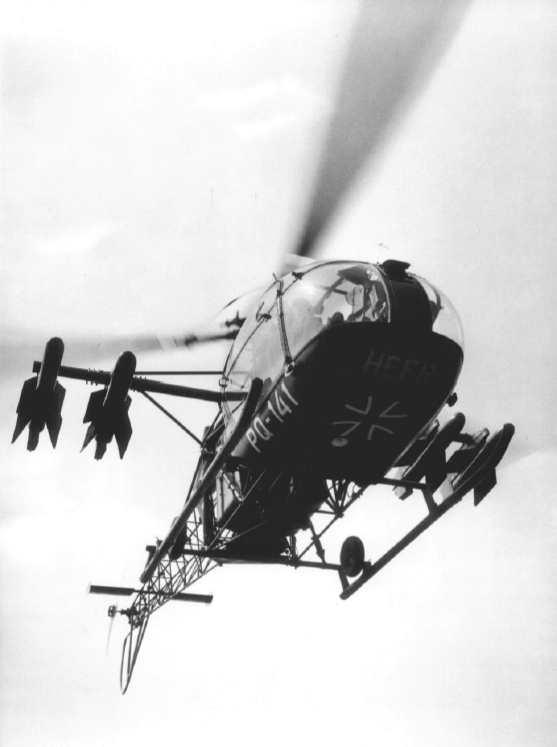
Перше покоління протитанкових вертольотів Alouette німецької армії озброєний ракетами SS.10

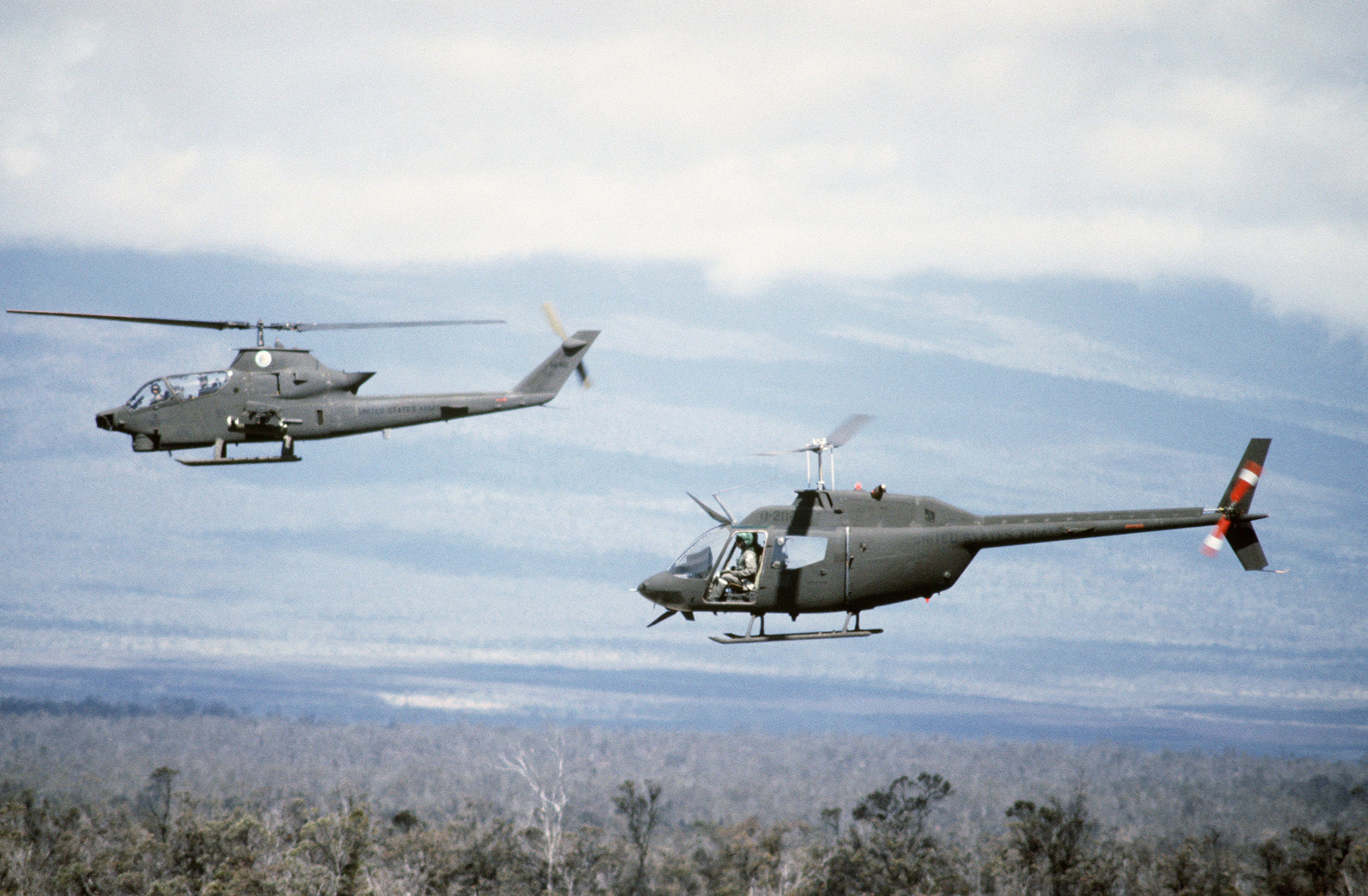
Вертольоти OH-58 і AH-1 Нацгвардії США, така комбінація утворила групу мисливець-вбивця під час Холодної війни.

Поки вертольоти не використовуються у бойових діях, оператори можуть використовувати вертольоти у різних ролях. Для посилення їхньої ударної сили, вертольоти можуть нести різне озброєння.

### Бойові дії високої інтенсивності
Інтенсивні бойові дії характеризуються використанням великої кількості військ, у тому числі танкові підрозділи, з авіаційною підтримкою. Озброєння вертольотів і тактика їх використання може змінюватися від ситуації. Протитанкові ракети, такі як SS.11 та Aérospatiale SS.12/AS.12 було розроблено і встановлено на французькі вертольоти. У США було адаптовано ПТКР BGM-71 TOW для стрільби з вертольотів і яка отримала назву AGM-114 Hellfire. А у Радянському Союзі було адаптовано ракету 3М11 «Фаланга» для стрільби з вертольотів Мі-24.
У повітрі діють групи з ударних вертольотів, які озброєні протитанковими ракетами, і легких неозброєних розвідувальних вертольотів. Розвідувальний вертоліт, який летить на бриючому польоті, може не лише виявити колони бойової техніки, а також нанести на мапу шляхи підходу й позиції для засідок для завдання ударів бойовими вертольотами. Пізніші моделі розвідувальних вертольотів мали лазерні цілеуказники для наведення керованих ракет з ударних вертольотів. Після виявлення цілі, розвідувальний вертоліт спрямовував на неї ракети з ударних вертольотів. Ударний вертоліт повинен був лише піднятися з укриття для пуску ракети і потім міг знову сховатися. Пізніше розроблені ударні вертольоти, такі як Мі-28N, Ка-52 та AH-64D Longbow, були обладнані датчиками і системами командування і контролю для заміни використання розвідувальних вертольотів.
Для збільшення бойової витривалості ці озброєні ударні вертольоти зазвичай супроводжувалися транспортними вертольотами, що перевозили технічний персонал, боєзапас і паливо. Ці команди створювали точки заправлення у прифронтовій зоні для швидкої дозаправки і доозброєння вертольотів, зазвичай вертоліт знаходиться на точці з увімкненим двигуном.

### Бойові дії низької інтенсивності

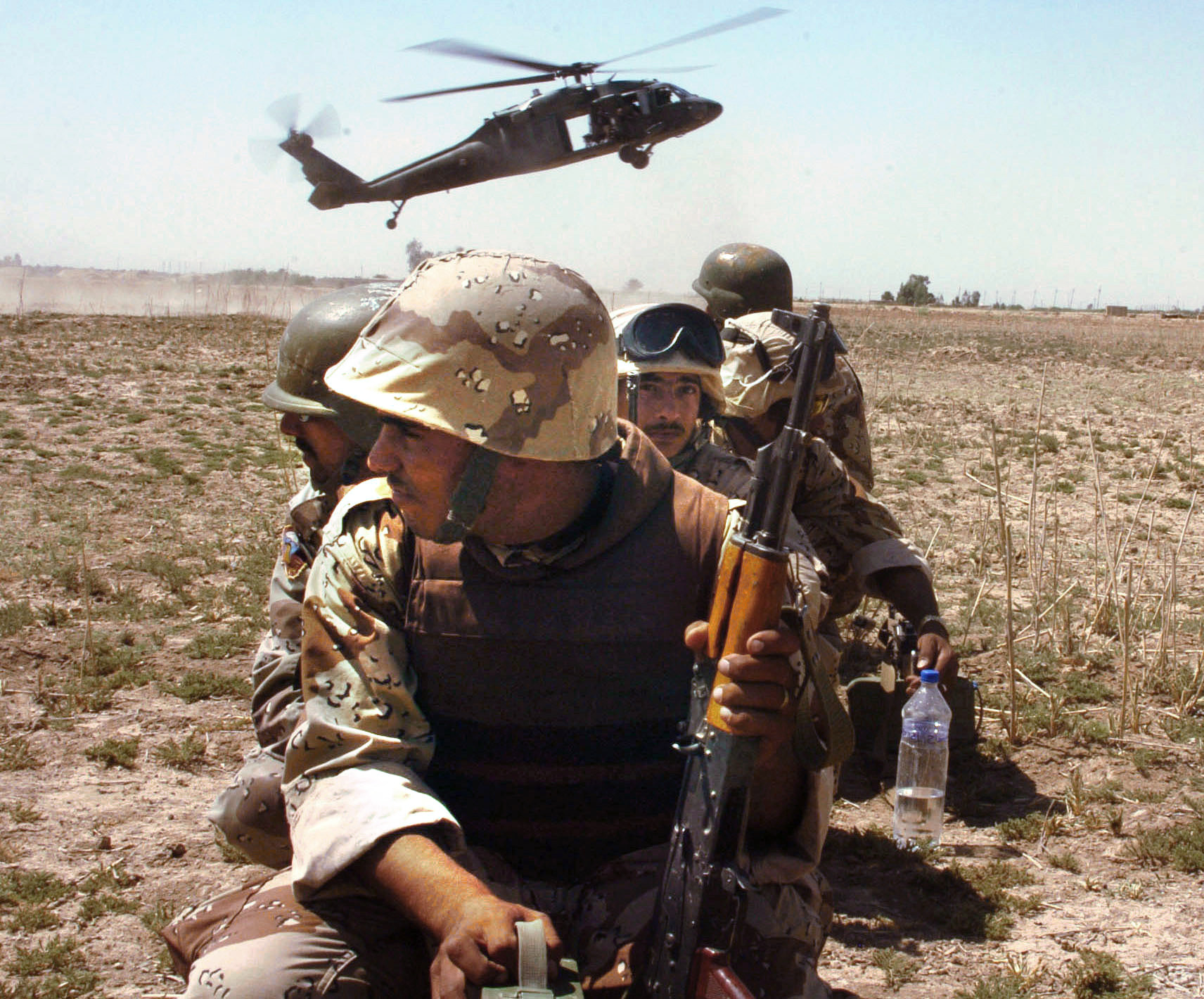
Іракський підрозділ готується до посадки на борт американського Blackhawk для антипартизанської війни

У протипартизанській війні урядові сили перебувають на постійних або тимчасових військових базах для патрулювання і конвоювання. Метою урядових сил є зменшення діяльності повстанців, а також захоплення у полон або навіть знищення останніх. Слабкістю операцій зі стаціонарних баз є мережа шляхів. Повстанці, а також сили, що їх підтримують, можуть спостерігати такі бази і збирати розвідувальну інформацію про шляхи пересування патрулів і конвоїв. За допомогою цієї інформації повстанці можуть планувати свої операції, уникаючи урядові війська, або планувати засідки для нападу на конвої.
Вертольоти є засобом раптових атак і тактичної гнучкості для командування протиповстанських сил. Патрулі можна починати з різних місць, у разі використання вертольота як транспорту немає потреби використовувати для конвоїв один і той же шлях. Під час Громадянської війни у Родезії, родезійські військові створили і використали тактику «Fireforce», використовували малі вертольоти, які були озброєні як ганшипи, а також використовувалися для спостереження. Коли виявляли партизанів, транспортним літаком висаджувалися десантники, які гнали партизан до зупиняючих груп, що висаджувалися вертольотами.
Під час конфлікту в Північній Ірландії сили Ірландської Республіканської армії вдало уникали стаціонарних блокпостів і патрулів. Для вирішення цих проблем для патрулювання використовували вертольоти, такі патрулі дістали назву Eagle Patrols, що допомогло вчасно виявляти пересування військ і озброєнь ІРА. Під час вторгнення до Іраку вертольоти використовували для повітряної підтримки як транспортні і для перевезення військ, щоб уникнути засідок іракських повстанців.
Через вартість і складність тренувань і підтримки, повстанці рідко використовують вертольоти.

## Виробники

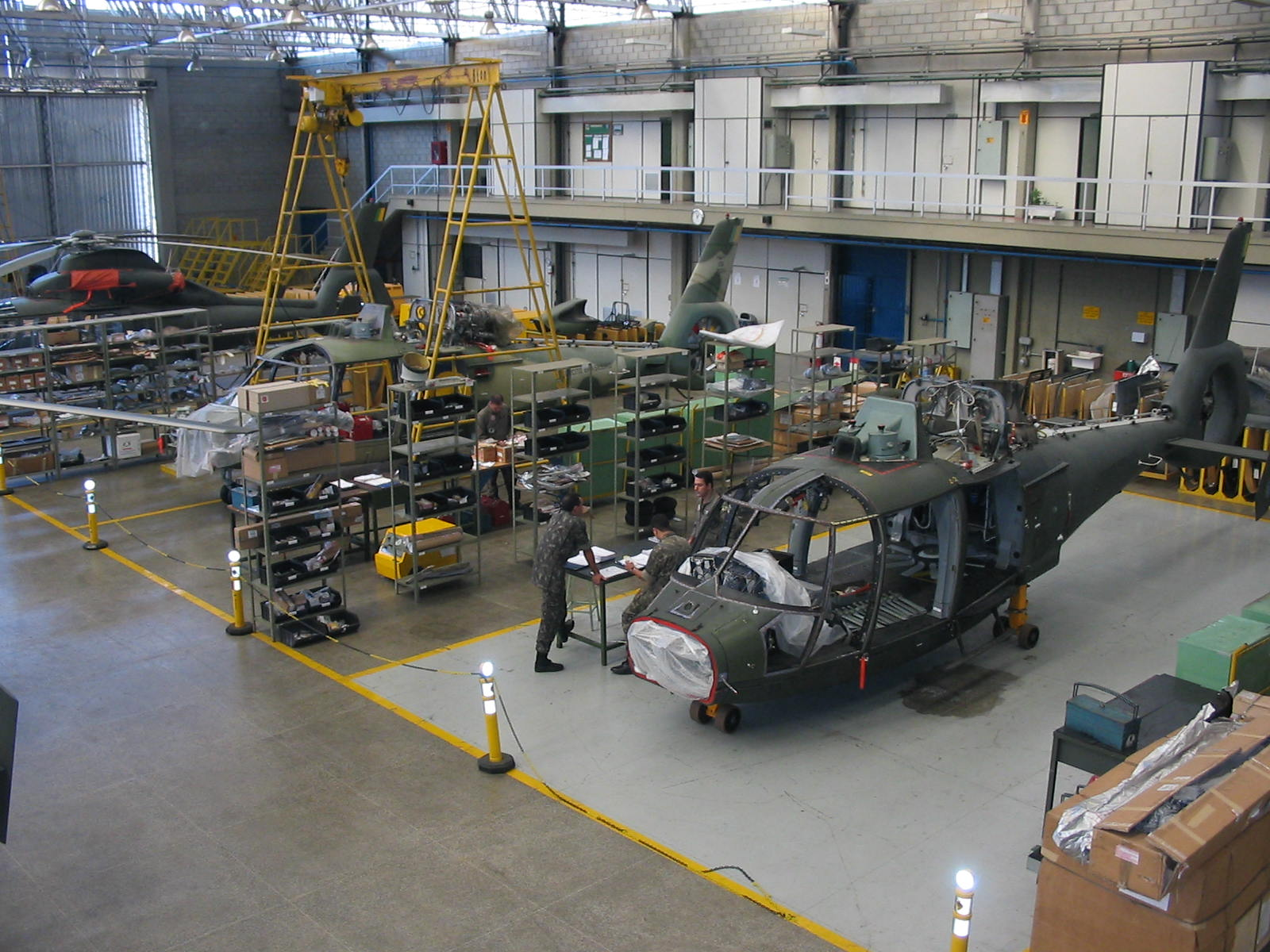
Випуск Helibras HM-1 Pantera у Бразилії.

Основними виробниками вертольотів у Європі є AgustaWestland та Eurocopter Group. У США є три великі компанії, які виробляють вертольоти. Це Boeing (Boeing Vertol і McDonnell Douglas), Bell Helicopter та Sikorsky Aircraft.
У Японії трьома головними виробниками вертольотів є Кейрецу Mitsubishi, Kawasaki та Fuji Heavy Industries. Ці компанії випускають вертольоти, загалом, за ліцензійними угодами з іншими компаніями, частіше американськими, що допомагає їм використовувати технології, які були розроблені провідними компаніями.
У радянській планованій економічній системі ДКБ Міля та Камова були відповідальними лише за розробку вертольотів. Після реорганізації у 2006 вертолітної індустрії у Росії було створено Оборонпром — холдингову компанію для об'єднання виробників запчастин і ДКБ Міля.

## Технології перспективних військових вертольотів
Життєвий цикл більшості бойових вертольотів в країнах НАТО закінчується у 2030-2050 роках.
Серед технологій перспективних військових вертольотів невідкладними для реалізації фахівці визнають модульність конструкції, кіберзахист та гібридні технології двигунів. Серед групи пріоритетних технологічних напрямів фігурує зброя спрямованої енергії,
інтеграція на борту вертольотів системи управління БПЛА для дії у складі пілотовано-безпілотних груп (Manned-Unmanned Teaming, MUMT), багатофункціональна розподілена апертура радіотехнічних систем та ін.

## Виноски
1. ↑  Деякі вертольоти родини Мі-8 можуть бути озброєні і використовуватися як ударно-транспортні.
2. ↑  Інколи пошуково-рятувальні операції позначають як SAR. Пошуково-рятувальні операції під час бойових дій за класифікацією НАТО позначаються як CSAR і є спеціалізованою місією з рятування персоналу.